# Issei Sagawa
Issei Sagawa (jap. 佐川 一政 Sagawa Issei; ur. 26 kwietnia 1949 w Kobe, zm. 24 listopada 2022) – Japończyk, który w 1981 zabił, zgwałcił i zjadł swoją koleżankę, Renée Hartevelt.
Jako student literatury angielskiej na Sorbonie, w 1981 roku zaprosił holenderską koleżankę Renée Hartevelt na kolację połączoną z dyskusją na temat literatury. Następnie ją zastrzelił, zgwałcił jej zwłoki i zjadał je w przeciągu dwóch dni.
Uznano, że Sagawa nie nadaje się do wzięcia udziału w procesie, a jego bogaty ojciec, Akira Sagawa, doprowadził do jego ekstradycji do Japonii, gdzie został wypuszczony ze szpitala psychiatrycznego po 18 miesiącach. Do tego czasu Sagawa stał się narodową sławą, zwłaszcza ze względu na brak skruchy i swobodny stosunek do całej sprawy, a nawet upajanie się swoim aktem kanibalizmu. Od tego czasu napisał kilka wysokonakładowych nowel i wystąpił w przynajmniej jednym filmie, erotycznym dramacie Shisenjō no aria (ang. tytuł: The Bedroom, Sypialnia). Pisał, do momentu śmierci, własną kolumnę dla jednego z japońskich brukowców.
W 1983 roku Sagawa opisał w szczegółach doświadczenie, które uczyniło go sławnym.
Oprócz książek, opartych na historii własnoręcznie popełnionego morderstwa, Sagawa napisał też w 1997 roku książkę pt. Shōnen A (pol. Młodzieniec A) na temat 14-letniego seryjnego zabójcy z Kobe, który zabił i odciął głowę jednemu dziecku i zaatakował kilkoro innych.